# Marienkirche (Burlage)

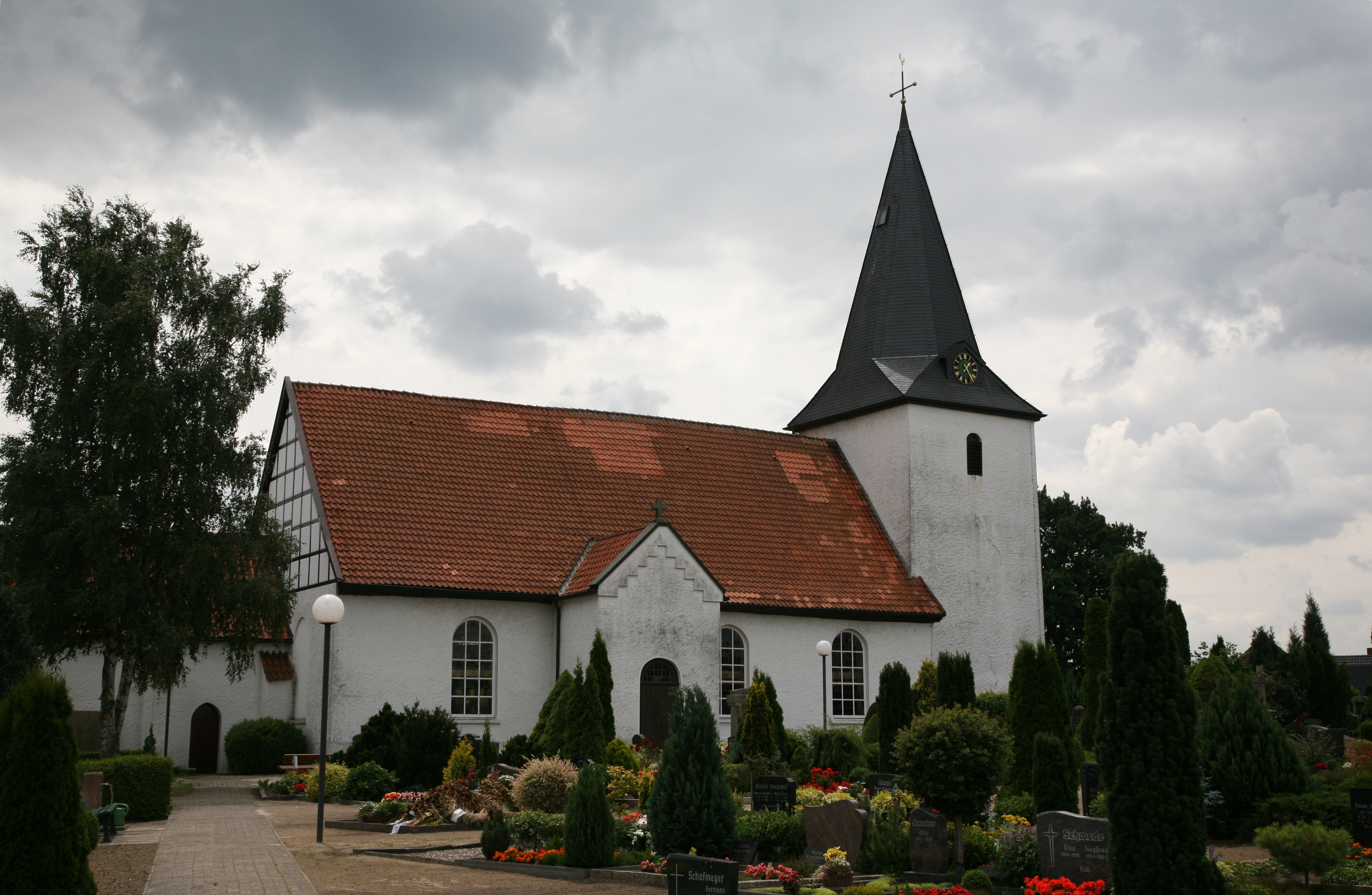
Marienkirche

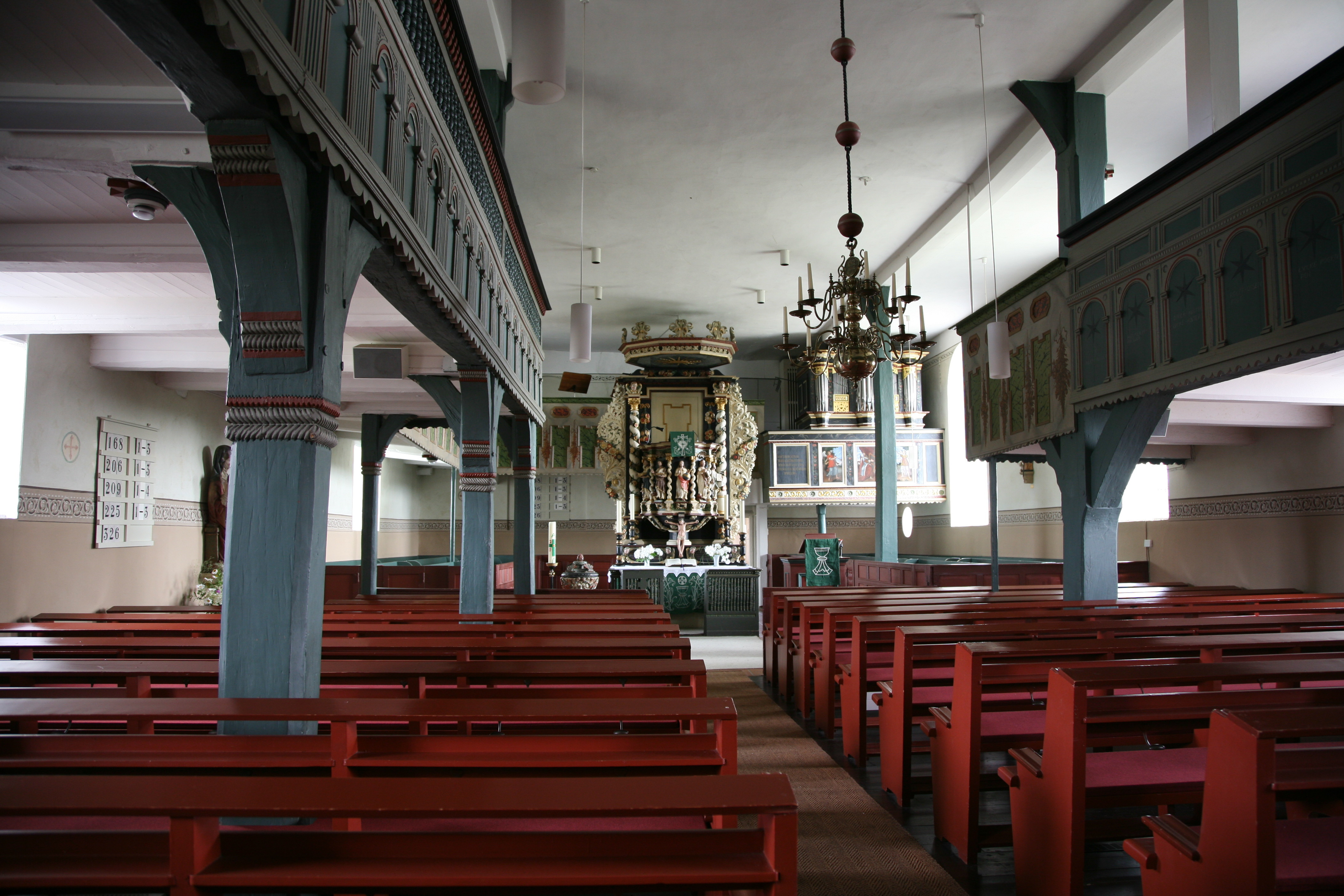
Innenansicht der Kirche

Die evangelisch-lutherische denkmalgeschützte Marienkirche steht auf dem Kirchfriedhof von Burlage, einem Ortsteil der Gemeinde Hüde im Landkreis Diepholz von Niedersachsen. Die Kirchengemeinde gehört zum Kirchenkreis Grafschaft Diepholz im Sprengel Osnabrück der Evangelisch-lutherischen Landeskirche Hannovers.

## Beschreibung
Die Saalkirche aus Bruchsteinen wurde im frühen 17. Jahrhundert unter Verwendung älterer Mauerteile errichtet, die unter Kratzputz verborgen sind. Sie hat vier Achsen und ist mit einem Satteldach bedeckt. Im Norden befindet sich ein Brauthaus. An der Ostseite, zur Mittelachse nach Süden versetzt, schließt sich eine alte von Strebepfeilern umstellte Kapelle aus dem 14. Jahrhundert an, die als Sakristei dient. Sie gehörte zu einem im 12. Jahrhundert gegründeten Benediktinerinnenkloster, das erst 1538, einige Jahre nach Einführung der Reformation, aufgehoben wurde. Innen ist sie mit einem Kreuzrippengewölbe überspannt. In ihr befinden sich ein steinernes Sakramentshaus und eine spitzbogige Piscina, ferner stehen an den Wänden elf der zwölf Apostel aus Sandstein. Der Giebel des Kirchenschiffs im Osten besteht aus Holzfachwerk.
Der im Westen vorgestellte Kirchturm wurde 1792 gebaut. In ihm hängen drei Kirchenglocken, die 1991 von der Glocken- und Kunstgießerei Rincker gegossen wurden. Der Turm ist bedeckt mit einem schiefergedeckten ins Achteck übergeführten Helm.
Der Innenraum ist mit einer Flachdecke überspannt. Der Kanzelaltar von 1713 ist mit Akanthus verziert. Auf dem fünfseitigen Kanzelkorbs steht zwischen gedrehten Säulen mittig Christus mit der Weltkugel, an seinen Seiten stehen je zwei der vier Evangelisten. Darunter auf der Predella sind zwei Kartuschen mit Inschriften. Das Altarkreuz stammt aus der 2. Hälfte des 15. Jahrhunderts. Die dreiseitig umlaufende Empore wurde 1595 eingebaut, 1687 wurde sie nach Osten erweitert. Auf drei Feldern der Brüstung der Orgelempore wurde 1737 König David zwischen Posaune blasenden Engeln gemalt. Eine Anna selbdritt wurde um 1500 aus Holz geschnitzt. Die erste Orgel wurde auf einer Empore in der Südostecke des Kirchenschiffs rechts hinter dem Altar erbaut. Sie wurde 1763 durch Heinrich Wilhelm Eckmann instand gesetzt. 1813 wurde sie innerhalb der Kirche an den jetzigen Standort verlegt. 1897 erfolgte ein Neubau im alten Prospekt durch den Orgelbauer Rohlfing. 1970 wurde eine Orgel hinter dem denkmalgeschützten Prospekt von 1717 gebaut.